# Playa Dorada (Guatemala)
Playa Dorada es una localidad turística situada en el departamento guatemalteco de Izabal; es uno de los lugares más visitados por Semana Santa ya que tiene juegos acuáticos como: motos acuáticas, lanchas, bananas acuáticas.
Y así dar un recorrido por el lugar de igual manera les gusta apreciar la caída del sol debido a que el color de la playa se vuelve más amarilla de lo normal y con el compás del viento tiene un movimiento leve el cual hace ver un brillo entre las olas..

## Información
Esta playa con aguas tranquilas y cristalinas está ubicada en Guatemala en el departamento de Izábal. 
Sus playas cuentan con un color dorado, hay paseos en motos acuáticas, bananas, lanchas, etc. 
Es visitado durante vacaciones, fines de semana o días de semana. 

## Ubicación
Para llegar hay que tomar la Carretera al Atlántico y seguir el camino hacia Izabal. Unos kilómetros después de El Progreso está el cruce que indica el camino a Playa Dorada.